# Johann Hieronymus von Jungen
Johann Hieronymus von Jungen (Francoforte sul Meno, 21 ottobre 1660 – Bruxelles, 2 agosto 1732) è stato un militare e generale austriaco.

## Biografia
Il barone Johann Hieronymus zum von Jungen  nacque a Francoforte il 21 ottobre del 1660, figlio di Daniel zum Jungen e Anna Maria von Limpurg.
Jungen iniziò la sua carriera militare nel 1679 tra le file dell'esercito imperiale austriaco e fu subito impegnato nella difesa di Strasburgo. Promosso tenente nel 1684 nel Reggimento di fanteria "Houchin", nel 1693 militò con il grado di capitano al comando del margravio Luigi Guglielmo di Baden-Baden  nel corso della quinta guerra austro turca  dimostrando le sue capacità nelle operazioni militari in Ungheria e in Transilvania, come un valido e coraggioso comandante di reparto.
Si distinse più volte durante le campagne del nord Italia nel corso della guerra di successione spagnola al comando del principe Eugenio di Savoia e nel 1703 fu promosso colonnello di un reggimento di fanteria divenendone, come era in uso nell'esercito imperiale austriaco,  anche  il proprietario  assegnandogli così il proprio cognome (il Reggimento portò il suo cognome fino al 1732 quando divenne il 27º Reggimento fanteria).
Nel 1704 assicurò il controllo del confine meridionale del Tirolo operando nelle Giudicarie, in Val Vestino e nel veronese sul monte Baldo, al Passo del Cerbiol, al fine di  ostacolare l'avanzata delle truppe francesi. Il 13 agosto 1704 prese parte alla Battaglia di Blenheim, nella regione del Danubio superiore, ove il principe Eugenio di Savoia  sconfisse le truppe franco-bavaresi.
Il 2 giugno 1705 fu nominato generale e comandante di corpo, il 24 aprile 1708 tenente feldmaresciallo. Nel 1706 fu all'assedio di Torino al comando di nove battaglioni di fanteria imperiale, inquadrati nei reggimenti Reventlau, Wurttemberg, Konigsegg, Guttenstein e Herbenstein. Nel 1711 prese parte alla campagna in Toscana e fu nominato dal principe Eugenio di Savoia governatore di Novara. Nel 1712 ritornò nuovamente in Toscana conducendo una spedizione alla conquista di Porto Longone e Porto Ercole.
Il 17 maggio 1716 fu promosso feldzeugmeister e tra il 1718 e il 1719 prese parte alla riconquista della Sicilia contesa agli spagnoli nel corso della guerra della Quadruplice Alleanza. Durante il 1719  sostituì il comandante in capo dell'esercito austriaco, il generale Claudio Florimondo di Mercy, caduto gravemente ammalato, assumendo la direzione di un corpo di spedizione composto da 18 battaglioni da 750 uomini ognuno, 12 compagnie di granatieri, 15 squadroni di corazzieri, 3 compagnie di "cherubinieri", 6 squadroni di dragoni e una compagnia di granatieri a cavallo: 3.866 cavalieri, 14.700 fanti, in totale 18.566 uomini. Qui, dimostrò ancora una volta e in special modo durante l'assedio di Messina, il suo coraggio personale. Nella difesa di Milazzo  trovò la morte anche il nipote barone Gerolamo Massimiliano zum Jungen che comandò per qualche tempo la stessa piazzaforte durante l'assedio spagnolo del 1718-1719.
Nominato dall'imperatore viceré di Sicilia nel 1719, ne fu anche capitano generale tra il 1720 e il 1722.
Tra il 1722 e il 1725 fu comandante generale a Milano e nel 1723 fu promosso generale maresciallo del Sacro romano impero.
Inviato come comandante in capo delle truppe austriache nei Paesi Bassi nel 1726, von Jungen morì a Bruxelles il 2 agosto del 1732 lasciando con testamento ai propri famigliari la consistente eredità di 178.000 gulden.